# Adabel Guerrero
Adabel Anahí Guerrero Melachenko (La Plata, provincia de Buenos Aires, 18 de julio de 1978), conocida artísticamente como Adabel Guerrero, es una bailarina clásica, actriz, modelo y vedette argentina, que también ha incursionado como cantante en varias de sus presentaciones en televisión.

## Carrera

### Inicios
Sus primeros años vivió en Ringuelet, partido de La Plata. Adabel Guerrero comenzó su carrera en la escuela de danzas de la ciudad de La Plata. Al tiempo, y ya siendo profesora de danzas clásicas, pasó a formar parte del "Ballet del Teatro Argentino", y de allí, a ser bailarina del bailarín Iñaki Urlezaga durante 7 años.
Cuando Pepe Cibrián la vio, la convocó para la comedia musical "El fantasma de Canterville", pero la carrera de Adabel pasó más por el lado del teatro de revista.
Adabel trabajó como primera bailarina de Jorge Corona. Reina Reech descubrió a Adabel en un casting para "Irresistible", revista de Miguel Ángel Cherutti y Carmen Barbieri, y enseguida la convocaron para ser una de las figuras de su espectáculo, en donde se lució como vedette, cantando y bailando.
En 2004 y antes de despegar a la fama, acompañó al humorista Miguel del Sel en el sketch denominado "Mama Gratis" dentro de VideoMatch, en donde interpretaba a Laurita, bailarina de la movida tropical.

### Fama
Luego, llegó a "ShowMatch" en la primera edición de Patinando por un Sueño, reemplazando a Natalia Fava durante dos meses, realizando una excelente performance.
Al año siguiente, fue nuevamente convocada para "Incomparable", la nueva propuesta de Miguel Ángel Cherutti y Carmen Barbieri, donde realizaba una coreografía en puntas demostrando sus dotes de bailarina clásica.
Su carrera continuó en Showmatch en la quinta edición de Bailando por un Sueño, reemplazando a la Cicciolina, donde luego quedó como titular. Sólo tuvo dos sentencias antes de su primera eliminación: una en el ritmo de cuarteto, donde fue la tercera pareja salvada por el jurado, y otra donde fue al teléfono contra Evangelina Anderson y quedó eliminada. Luego, decidió volver al repechaje, en cuarteto, donde fue la segunda elegida por el jurado para volver al concurso. Le fue muy bien, pues le ganó hasta al muy querido Tota Santillán en el teléfono. Quedó eliminada junto a Marixa Balli justo una semana antes de las semifinales. También, ahora sí como titular, participó en la segunda edición de Patinando por un Sueño, donde también pasó por dos sentencias: una en la semana de Hip-Hop, siendo la tercera pareja salvada por el jurado, y otra en cuarteto, donde fue al teléfono junto a Rocío Marengo y Andrea Estévez, siendo eliminada junto a la segunda nombrada.
Durante la temporada teatral 2008-2009, formó parte del personal de Gerardo Sofovich en su revista "La fiesta está en el Lago", en donde Adabel fue una de las protagonistas junto a Florencia de la V, Valeria Archimó, Mónica Farro y el Negro Álvarez.
Fue tapa de las revistas para adultos Hombre, Maxim y Playboy.
En el año 2009, protagonizó la comedia "Doña Flor y sus Dos Maridos" en Buenos Aires junto a Norma Pons. También fue parte del programa El musical de tus sueños dónde entro en el repechaje y lució sus habilidades para el canto y la danza, teniendo elogios por parte del jurado y siendo eliminada por Ricardo Fort a un pasó de las semifinales.
Posteriormente durante la temporada de verano 2009-2010 en Mar del Plata coprotagonizó la comedia "Primera dama se busca" junto a Nito Artaza, Carlos Perciavalle, Fabián Gianola y María Eugenia Rito.
En 2010 reemplazó en la gala 8 a Sofía Zamolo en Bailando por un sueño 2010.
Entre el 2010 y el 2012, fue la primera vedette de la obra Excitante integrada por grandes personalidades del ambiente artístico.
En octubre de 2011 es confirmada por Nito Artaza y Miguel Ángel Cherutti para protagonizar junto a Jesica Cirio, Alejandra Maglietti, Estefanía Bacca y Virginia Dobrich, la obra llamada "Excitante" que se llevará a cabo en Mar del Plata.
Y 
Además, en 2011, Guerrero es llamada a participar en el reality Bailando 2011, conducido por Marcelo Tinelli. En general, su desempeño en el reality fue muy bueno, con diversos elogios de parte del jurado por su talento. En el ritmo número 19, el "Homenaje a Gilda y Rodrigo" (Mezcla de Cumbia y Cuarteto), Adabel Guerrero es eliminada en el duelo telefónico contra Héctor Tito Esperanza.
En el 2012 participa en el Cantando 2012 como concursante donde obtuvo muy buenos puntajes por parte del jurado demostrando su otra faceta como cantante siendo eliminada en la ronda 9 por Fabio "La Mole" Moli. Luego vuelve al Bailando 2012 como reemplazo de Valeria Archimó, bailando junto al bailarín colombiano Reinaldo Ojeda, siendo eliminados en la ronda de electrodance siendo eliminados por Verónica Perdomo.
En los siguientes años, continuó dedicándose predominantemente al teatro en dónde fue parte de obras exitosas como Stravaganza, entre 2013 y 2016, y Sex, de la que es parte desde 2019. Por otro lado, fue tomando distancia del ámbito de la farándula argentina y los realitys, siendo los últimos en los que participó el Cantando 2020 y El gran premio de la cocina en 2021.
En 2022, Adabel se suma a la plataforma para adultos DivasPlay. En 2024, Adabel hizo el papel de la vedette Alejandra Pradón en la serie Coppola, el representante e interpretó a Griselda en Cris Miró (Ella). En 2025, será parte de En el Barro, serie derivada de El Marginal y se sumará a LAM conducido por Ángel de Brito en reemplazo de Marixa Balli.

## Teatro
- Buenos Aires al rojo vivo (2004)
- El humor no tiene trabas (2005)
- Pasajeros de la risa (2006)
- Irresistible, otra historia de humor (2007)
- Incomparable, el humor continúa (2008)
- La fiesta esta en el lago (2009)
- Doña flor y sus dos maridos (2009)
- Primera dama se busca (2010)
- Carnaval de estrellas (2010)
- Excitante (2010-2012)
- El diluvio que viene (2012)
- Señor Tango (2014)
- Stravaganza: Estados del tiempo (2013-2016)
- Stravaganza: Water In Art Evolution (2015)
- Bien Argentino (2017-2018)
- Sherlock: Un delirio musical. (2017) De Pepe Cibrián Campoy y Pablo Flores Torres junto a Nicolás Pérez Costa.
- S3X: Viví tu experiencia (2019-presente)

## Televisión
| Año           | Programa                    | Notas                              | Canal      |
| ------------- | --------------------------- | ---------------------------------- | ---------- |
| 2004-2005     | 30 y Pico                   | Bailarina extra                    | Canal 7    |
| 2005-2006     | Intrusos                    | Invitada                           | América    |
| 2007          | Patinando por un sueño 2007 | Reemplazante                       | Canal 13   |
| 2008          | Bailando por un sueño 2008  | 34.ª / 22.ª eliminada / 6to puesto | Canal 13   |
| 2008          | Patinando por un sueño 2008 | 13.ª eliminada / 7mo puesto        | Canal 13   |
| 2009          | El musical de tus sueños    | 17.ª eliminada / 5to puesto        | Canal 13   |
| 2010          | Bailando 2010               | Reemplazante                       | Canal 13   |
| 2011          | Bailando 2011               | 23.ª eliminada / 8vo puesto        | Canal 13   |
| 2012          | Cantando por un sueño 2012  | 9.ª eliminada / 13er puesto        | Canal 13   |
| 2012          | Bailando 2012               | 13.ª eliminada / 14to puesto       | Canal 13   |
| 2013 - 2016   | El Chimentero 3.0           | Panelista                          | Magazine   |
| 2017          | El Ritmo                    | Jurado                             |            |
| 2020          | Cantando 2020               | 5.ª eliminada / 26to puesto        | Canal 13   |
| 2020          | Quiero Baile Challenge      | Jurado                             | Quiero     |
| 2020 - 2021   | La previa del Cantando      | Panelista                          | Magazine   |
| 2021          | El gran premio de la cocina | Semifinalista                      | El Trece   |
| 2024          | Coppola, el representante   | Alejandra Pradón                   | Star+      |
| 2024          | Cris Miró (Ella)            | Griselda                           | TNT        |
| 2025-presente | LAM                         | Panelista                          | América TV |
| TBA           | En el Barro                 | TBA                                | Netflix    |